# 鄭島栄
鄭 島栄（チョン・ドヨン、朝鮮語: 정도영/鄭島榮、1901年9月16日または1902年 - 1979年8月12日）は、日本統治時代の朝鮮の独立運動家、大韓民国の政治家、教育者。制憲韓国国会議員。
本貫は迎日鄭氏。初名は鄭寿容、字は華一、号は白坡。仏教徒。

## 経歴
慶尚北道永川郡出身。京城中東中学校を経て大邱啓聖学校中退、京都第一府立中学校卒。三・一運動参加後、新幹会の設立に参加し、永川青年会会長、全国青年総連盟メンバーを経て、日中戦争中に治安維持法違反で投獄されたが、3年間の起訴猶予により釈放された。その後は仏教に入信し、禅房で7年間修行した。光復後は米軍政庁永川郡守顧問、韓国民主党慶北道党常務委員、独促国民会永川郡支部長・中央常務委員・慶北道党部常務委員、国民会支会長を務めた。1948年の初代総選挙では大韓独立促成国民会の候補として、永川郡選挙区から無投票で当選した。1950年に政界引退し、帰郷して郷校の再建と書史の研究に従事し、臨皐書院と道東書院の院長も務めた。
1979年8月12日、慶北永川郡永川邑の自宅で持病により死去。享年80。

## 賞勲
無窮花国民勲章受章者。